# Marpesia pantheus
Marpesia pantheus är en fjärilsart som beskrevs av Dru Drury 1782. Marpesia pantheus ingår i släktet Marpesia och familjen praktfjärilar. Inga underarter finns listade i Catalogue of Life.